# جام حذفی فوتبال ایران ۸۴–۱۳۸۳
جام حذفی فوتبال ایران ۸۴–۱۳۸۳ هجدهمین دوره جام حذفی فوتبال ایران که توسط فدراسیون فوتبال ایران برگزار شد.
تیم صبا باتری تهران با شکست تیم ابومسلم مشهد در فینال مسابقات برای اولین بار قهرمان این دوره از رقابت‌ها شد و به مسابقات سوپرجام فوتبال ایران ۱۳۸۴ و مسابقات لیگ قهرمانان آسیا ۲۰۰۶ راه پیدا کرد.

## تاریخچه
در هجدهمین دوره جام حذفی فوتبال ایران دو تیم صبا باتری و ابومسلم خراسان با پشت سر گذاشتن حریفان خود به فینال رسیدند. دیدار رفت این مسابقات در ورزشگاه صباشهر به میزبانی تیم فوتبال صبا باتری انجام شد و دو تیم به تساوی ۱–۱ رضایت دادند. سعید دقیقی برای تیم صبا باتری و محمدرضا خلعتبری برای تیم ابومسلم در این دیدار گلزنی کردند. دیدار برگشت این دو تیم در ورزشگاه ثامن الائمه مشهد و به میزبانی تیم ابومسلم خراسان انجام شد که در این مسابقه هم دو تیم به نتیجهٔ مساوی ۱–۱ رسیدند. فریدون فضلی برای تیم ابومسلم و روبرت مارکوسی برای تیم صبا باتری گلزنی کردند. با این نتایج دو تیم در مجموع دو بازی رفت و برگشت به نتیجهٔ ۲–۲ رسیدند و کار به وقت اضافه کشیده شد. در دو وقت اضافهٔ پانزده دقیقه‌ای هم دروازه‌ها بسته ماند تا کار به ضربات پنالتیبکشد. در ضربات پنالتی دایی و بختیاری‌زاده و نوازی و دقیقی از تیم صبا و جباری و تیموریان از تیم ابومسلم توانستند پنالتی‌های خود را به گل تبدیل کنند اما پنالتی‌های فضلی و ناصحی از ابومسلم تبدیل به گل نشد. در نهایت این تیم صبا باتری بود که موفق شد در ضربات پنالتی ۴ بر ۲ پیروز شود و عنوان قهرمانی این دوره از مسابقات جام حذفی را بدست آورد. لازم به یادآوری است که به گواه کارشناسان داوری، مسعود مرادی در این مسابقه سه پنالتی مسلم ابومسلم را نادیده گرفت! 

## نتایج
مرحله یک شانزدهم نهایی
| تاریخ         | میزبان      | نتیجه     | میهمان        | توضیحات |
| 25 اسفند 1383 | شاهین بوشهر | 1(4)-(3)1 | استقلال تهران |         |

## یک هشتم نهایی
| تاریخ            | تیم میزبان       | نتیجه | تیم میهمان       |
| ---------------- | ---------------- | ----- | ---------------- |
| ۱۴ فروردین ۱۳۸۴  | صبا باتری تهران  | ۱–۰   | ملوان بندر انزلی |
| ۱۴ فروردین ۱۳۸۴  | ایران جوان بوشهر | ۲–۵   | فجر سپاسی شیراز  |
| ۱۴ فروردین ۱۳۸۴  | پیکان تهران      | ۳–۱   | شاهین بوشهر      |
| ۱۴ فروردین ۱۳۸۴  | سایپا تهران      | ۲–۱   | ذوب آهن اصفهان   |
| ۱۴ فروردین ۱۳۸۴  | آثار شاهرود      | ۱–۲   | صنایع اراک       |
| ۲۷ اردیبهشت ۱۳۸۴ | پگاه گیلان       | ۰–۱   | استقلال اهواز    |
| ۰۵ تیر ۱۳۸۴      | پرسپولیس تهران   | ۰–۱   | ابومسلم مشهد     |
| ۰۵ تیر ۱۳۸۴      | پاس تهران        | ۴–۱   | سپاهان اصفهان    |

## یک چهارم نهایی
| تاریخ        | تیم میزبان      | نتیجه | تیم میهمان  | یادداشت                            |
| ------------ | --------------- | ----- | ----------- | ---------------------------------- |
| ۱۳ مه ۲۰۰۵   | فجر سپاسی شیراز | ۰–۰   | سایپا تهران | سایپا در ضربات پنالتی ۶–۵ پیروز شد |
| ۱ ژوئیه ۲۰۰۵ | صبا باتری تهران | ۴–۲   | پاس تهران   |                                    |
| ۱ ژوئیه ۲۰۰۵ | ابومسلم مشهد    | ۱–۰   | پیکان تهران |                                    |
| ۱ ژوئیه ۲۰۰۵ | استقلال اهواز   | w/o   | صنایع اراک  | صنایع از بازی انصراف داد           |

## نیمه نهایی
| تاریخ        | تیم میزبان      | نتیجه | تیم میهمان    | یادداشت                            |
| ------------ | --------------- | ----- | ------------- | ---------------------------------- |
| ۸ ژوئیه ۲۰۰۵ | صبا باتری تهران | ۴–۴   | استقلال اهواز | باتری در ضربات پنالتی ۶–۵ پیروز شد |
| ۸ ژوئیه ۲۰۰۵ | فجر سپاسی شیراز | ۰–۰   | ابومسلم مشهد  | مسلم در ضربات پنالتی ۶–۷ پیروز شد  |

## فینال
| تیم ۱           | نتیجه‌نهایی | تیم ۲        | بازی رفت | بازی برگشت |
| --------------- | ---------- | ------------ | -------- | ---------- |
| صبا باتری تهران | ۲–۲        | ابومسلم مشهد | ۱-۱      | ۱-۱        |

### بازی رفت
| صبا باتری تهران | ۱ – ۱ | ابومسلم مشهد |
| --------------- | ----- | ------------ |
| دقیقی ۳۸'       |       | خلعتبری ۸۲'  |

### بازی برگشت
| ابومسلم مشهد                    | ۱ – ۱ | صبا باتری تهران                    |
| ------------------------------- | ----- | ---------------------------------- |
| فضلی ۴۷'                        | گزارش | مارکوسی ۸۶'                        |
| ضربات پنالتی                    |       |                                    |
| جباری · تیموریان · فضلی · ناصحی | ۲–۴   | دایی · بختیاری‌زاده · نوازی · دقیقی |

## قهرمان
| قهرمان جام حذفی فوتبال ایران ۱۳۸۴–۱۳۸۳ |
| -------------------------------------- |
|                                        |
| صبا باتری تهران اولین قهرمانی          |